# Koert van Mensvoort
Koert van Mensvoort (Veldhoven, Países Bajos, 9 de abril de 1974), doctor en filosofía por la Universidad Técnica de Eindhoven, es un artista, filósofo y científico conocido por desarrollar el concepto filosófico Next Nature (Próxima naturaleza).

## Labor académica
Van Mensvoort desde 2003, es jefe del «Next Nature Lab» en el departamento de diseño industrial de la Universidad técnica de Eidhoven. Se recibió como maestro en ciencias, especializado en gráficos computacionales de la Universidad Técnica de Eindhoven, y como maestro en bellas artes del instituto Sandberg en Ámsterdam. Van Mensvoort es el director y fundador de la «Next Natur Foundation», una think tank con base en Ámsterdam, Países Bajos.

## Proyectos
Van Mensvoort utiliza diferentes medios para corroborar su filosofía. La mayoría de sus proyectos multimedia están enfocados en analizar como la tecnología evoluciona para volverse omnipresente, compleja e incontrolable, de tal manera que la humanidad la percibe como natural.
- El libro Next Nature: Nature Changes Along With Us[1] (Próxima naturaleza: La Naturaleza evoluciona con nosotros) escrito en colaboración con Hendrik-Jan Grievink. La revista Scientific American dice en una reseña que «next nature nos brinda un nuevo lenguaje y una nueva filosofía para aproximarnos y diseñar el mundo».[2]

- The NANO supermarket[3][4] (El supermercado NANO) es una exposición itinerante con productos nanotecnológicos que podrían estar en el mercado dentro de los próximos diez años.

- The Datafountain.[5][6] Una fuente danzante conectada con los tipos de cambio por medio de internet.

- Daddy! The Woods Smell of Shampoo[7] (¡Papí! El bosque huele a champú). Documental que expone como los medios digitales desempeñan un papel importante dentro de la sociedad, como se han convertido en una parte fundamental de los ciclos de interpretación y como se volvió imposible separarlos de la realidad.

- The Fake for Real[8] memorama que expone la tensión que existe entre la realidad y la simulación.

- Drift[9] juego interactivo.

## Publicaciones
Van Mensvoort es coautor de diversos libros.
- Next Nature: Nature Changes Along With Us,[1][10] editado y diseñado por Koert van Mensvoort y Hendrik-Jan Grievink. El libro examina cómo la noción general de la naturaleza en tanto que estática, equilibrada y armónica es ingenua y debe reconsiderarse. En la cual la naturaleza y la tecnología son percibidos como opuestos, pero ahora parecen combinarse e incluso intercambiar posiciones.

- Visual Power (Poder visual)
- What You See Is What You Feel[11]
- Natuur 2.0
- Entry Paradise – New Worlds of Design (Entrada al paraíso - Nuevos mundos de diseño).
- Artvertising (Publicidad).
- Style First (El estilo primero).